# Trentepohlia (Mongoma) retracta
Trentepohlia (Mongoma) retracta is een tweevleugelige uit de familie steltmuggen (Limoniidae). De soort komt voor in het Oriëntaals gebied.